# Usza (województwo dolnośląskie)
Usza (niem. Ausche) – wieś w Polsce położona w województwie dolnośląskim, w powiecie legnickim, w gminie Ruja.

## Podział administracyjny
W latach 1975–1998 miejscowość administracyjnie należała do województwa legnickiego.

## Demografia
Według Narodowego Spisu Powszechnego (III 2011 r.) liczyła 60 mieszkańców. Jest najmniejszą miejscowością gminy Ruja.

## Nazwa
12 lutego 1948 ustalono urzędową polską nazwę miejscowości – Usza, określając drugi przypadek jako Uszy, a przymiotnik – uski.

## Historia
W latach 70. XX wieku miejscowość została przeznaczona do likwidacji, w związku z planami (oczekującymi do realizacji do dziś) zalania w ramach budowy zbiornika retencyjnego na rzece Cicha Woda.

## Zabytki
Do wojewódzkiego rejestru zabytków wpisany jest:
- zespół pałacowy, z połowy XIX wieku
  - pałac
  - dwie oficyny mieszkalne
  - oficyna gospodarcza
  - dwie obory, budynek gospodarczy, stodoła